# Roc del Vinyer
El Roc del Vinyer és una muntanya de 1.446 metres que es troba al municipi de les Valls de Valira, a la comarca de l'Alt Urgell.